# Блинов, Сергей Александрович
Серге́й Алекса́ндрович Блино́в (род. 4 января 1977, Дзержинск, Горьковская область) — российский легкоатлет, специалист по бегу на короткие дистанции. Выступал на профессиональном уровне в 1998—2003 годах, многократный победитель и призёр первенств всероссийского значения, участник Кубка Европы в Анси, Чемпионата Европы в Мюнхене. Двукратный победитель и призер Кубка Европейских Чемпионов среди профессиональных легкоатлетических клубов в составе Московского спортивного клуба «Луч» (2000—2003 г.г.) Мастер спорта России международного класса. Представлял Москву и Нижегородскую область.

## Биография
Сергей Блинов родился 4 января 1977 года в городе Дзержинске Горьковской (с 1991 г. Нижегородской) области.
Впервые заявил о себе в лёгкой атлетике на взрослом всероссийском уровне в сезоне 1998 года, в частности стартовал в спринтерских дисциплинах на зимнем и летнем чемпионатах России в Москве. Стал победителем Первенства России среди молодёжи в помещении на дистанции 200 метров. На летнем Первенстве России среди молодёжи занял 2 место на дистанции 100 метров и 3 место на двухсотметровке.
Занимался лёгкой атлетикой под руководством тренеров Ефимова В. П., Полякова А. В., с 2000 г. Литовченко Ирины Евгеньевны.
В 1999 году одержал победу на соревнованиях в Дзержинске, на Мемориале Куца в Москве выиграл на дистанциях 100 и 200 метров, выступил на Мемориале братьев Знаменских в Москве.
В 2000 году на зимнем чемпионате России в Волгограде с командой Нижегородской области занял первое место в эстафете 4 × 200 метров. На Кубке Европейских Чемпионов в португальском Вилла Реал Санта Антонио в составе эстафеты 4 х 100 занял 3 место, а 4 х 400 второе место. На летнем чемпионате России в Туле взял бронзу в эстафете 4 × 100 метров.
В 2001 году на зимнем чемпионате России в Москве стал бронзовым призёром в индивидуальном беге на 200 метров и в эстафете 4 × 200 метров. На летнем чемпионате России в Туле
получил серебро в эстафете 4 × 100 метров.
В 2002 году на зимнем чемпионате России в Волгограде завоевал бронзовую награду в беге на 60 метров и золотую награду в эстафете 4 × 200 метров. На Кубке Европейских Чемпионов в Лиссабоне стал победителем с составе мужской команды спортивного клуба «Луч»
В составе российской национальной сборной принимал участие в Кубке Европы в Анси, где стал пятым в беге на 100 метров, четвёртым в эстафете 4 × 100 метров и выполнил норматив Мастера спорта России международного класса. На летнем чемпионате России в Чебоксарах выиграл серебряную медаль в беге на 200 метров. Благодаря череде удачных выступлений удостоился права защищать честь страны на чемпионате Европы в Мюнхене — в дисциплине 200 метров остановился на стадии четвертьфиналов, тогда как в эстафете 4 × 100 метров занял в финале шестое место.
На Матче трех стран Великобритания — Россия — США в Глазго взял серебро в эстафете 4 х 100 метров с партнерами по команде Смирновым Александром, Сергеевым Олегом, Рябовым Александром.
В 2003 году с московской командой выиграл эстафету 4 × 200 метров на зимнем чемпионате России в Москве и по окончании сезона завершил спортивную карьеру.
За выдающиеся спортивные достижения удостоен почётного звания «Мастер спорта России международного класса»